# سون‌اوکز ویلد
سون‌اوکز ویلد (به انگلیسی: Sevenoaks Weald) یک روستا و محله مدنی در بریتانیا است که در Sevenoaks واقع شده‌است. سون‌اوکز ویلد ۱٬۴۷۴ نفر جمعیت دارد.